# Kuala Cangkoi
Kuala Cangkoi is een bestuurslaag in het regentschap Aceh Utara van de provincie Atjeh, Indonesië. Kuala Cangkoi telt 2165 inwoners (volkstelling 2010).